# Sipia nigricauda
A Sipia nigricauda a madarak (Aves) osztályának verébalakúak (Passeriformes) rendjébe és a hangyászmadárfélék (Thamnophilidae) családjába tartozó faj.

## Rendszerezése
A fajt Osbert Salvin és Frederick DuCane Godman angol ornitológusok írták le 1892-ben, a Myrmeciza nembe Myrmeciza nigricauda néven. Egyes szervezetek jelenleg is ide sorolják.

## Előfordulása
Az Dél-Amerika északnyugati részén, Ecuador és Kolumbia területén honos. Természetes élőhelyei a szubtrópusi és trópusi síkvidéki és hegyi esőerdők. Állandó nem vonuló faj.

## Megjelenése
Átlagos testhossza 14 centiméter, testtömege 22–23 gramm.

## Életmódja
Rovarokkal és más ízeltlábúakkal táplálkozik.

## Természetvédelmi helyzete
Az elterjedési területe nagyon nagy, egyedszáma viszont csökken, de még nem éri el a kritikus szintet. A Természetvédelmi Világszövetség Vörös listáján nem fenyegetett fajként szerepel.